# Acleisanthes longiflora
Acleisanthes longiflora är en underblomsväxtart som beskrevs av Asa Gray. Acleisanthes longiflora ingår i släktet Acleisanthes och familjen underblomsväxter. Inga underarter finns listade i Catalogue of Life.